# Vörösfülű ékszerteknős

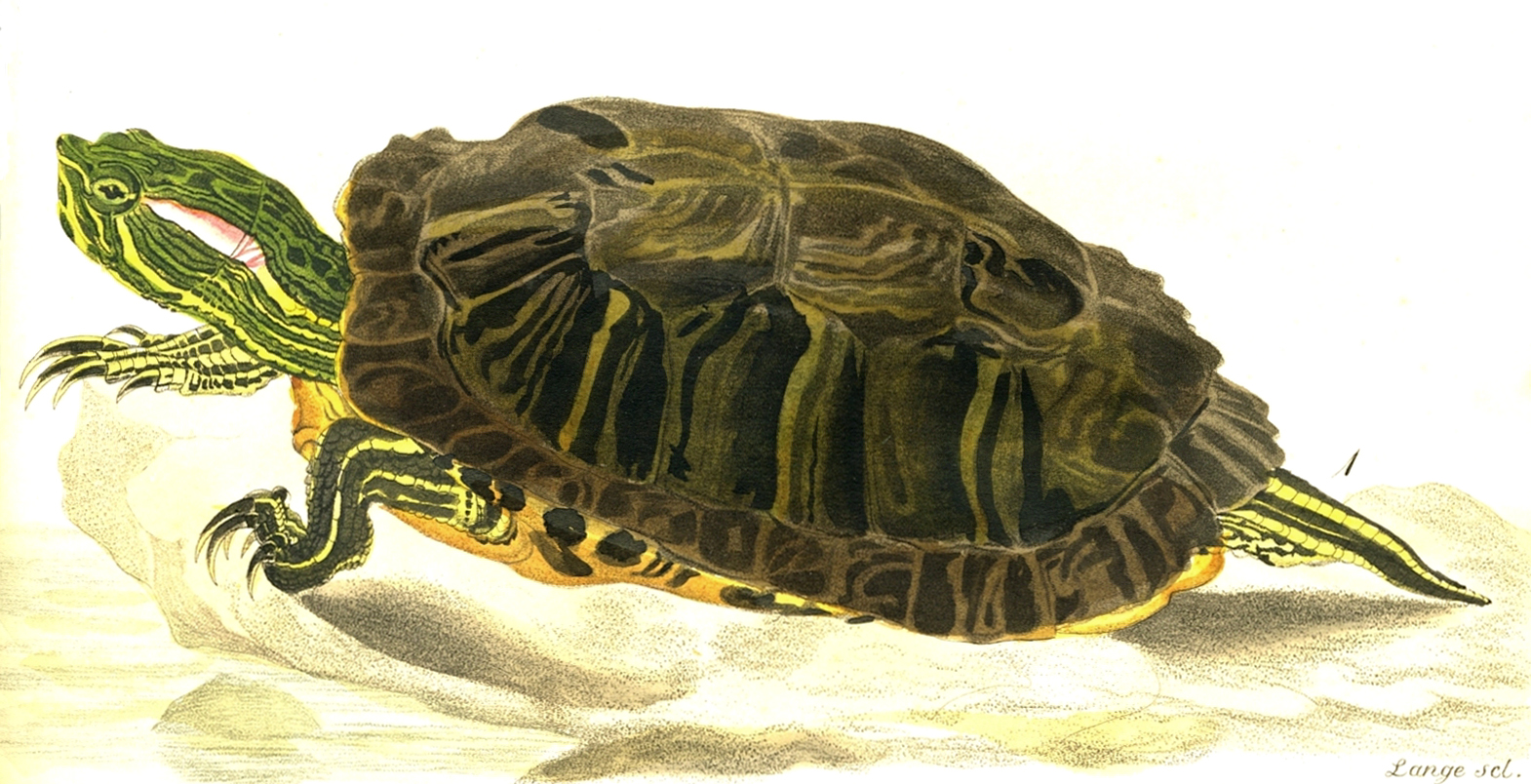
Trachemys scripta elegans (1865) Karl Bodmer rajza

A vörösfülű ékszerteknős (Trachemys scripta elegans) a hüllők (Reptilia) osztályába teknősök (Testudines) rendjébe és a mocsáriteknős-félék (Emydidae) családjába tartozó közönséges ékszerteknős (Trachemys scripta) alfaja, az akvaterráriumok kedvelt díszállata.

## Származása, elterjedése
Eredetileg az Amerikai Egyesült Államok délkeleti részén, a Mexikói öböl és a Mississippi között, Coloradóban, Virginiában és Floridában honos, de előfordul Dél-Amerikában is. A szabadon engedett, a mocsári teknőst (Emys orbicularis) apránként kiszorító példányok miatt importját az Európai Unió betiltotta, pedig korábban ez volt a leggyakoribb kereskedelemben kapható faj.  Visszavadult populációi megtalálhatók Európában, Ausztráliában, Dél-Afrikában, a Karib-szigeteken, Izraelben, Bahrain Mariana szigeteken, Guamban, Délkelet-Ázsiában és a Távol-Keleten. Ausztráliában invazív fajnak tekintik, és nemcsak kereskedelme és szabadon eresztése, hanem tartása is tilos. Az invazív fajok rontják az őshonos fajok túlélését, bizonyos előnyeik miatt. Ezek az előnyök lehetnek a természetes ellenségek hiánya, a gyorsabb ivarérés, nagyobb termékenység, nagyobb testméret, vagy immunitás azokkal a betegségekkel szemben, amit éppen az adott faj egyedei hurcolnak be.
Így azok az őshonos fajok, amelyeknek ugyanazzal táplálkoznak, mint az invazív faj, kevesebb táplálékot találnak, ezért visszaszorulnak.

## Megjelenése, felépítése

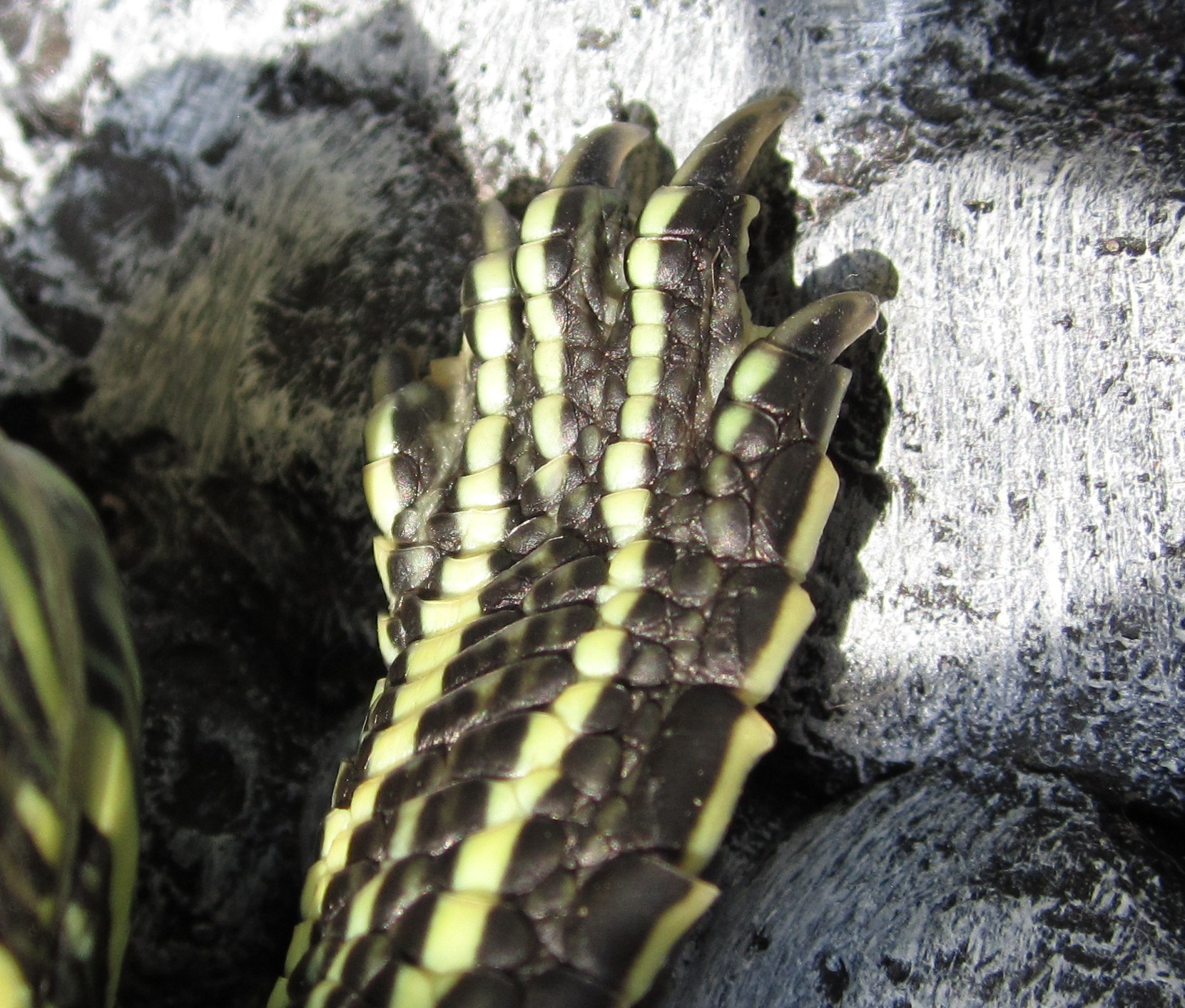
A vörösfülű ékszerteknős lába

Nevét a feje két oldalán látható, széles vörös sávról kapta. Olajzöld, viszonylag lapos hátpáncélja idősebb korában elsötétedik, elbarnul. A haspáncél idősebb korában is világossárga marad minden lemezen fekete folttal. A hímek haspáncélja konkáv, a nőstényeké lapos.  Lába, nyaka és feje szürkészöld, világos csíkozattal (a vörös sávok gyakran az idősebb egyedeken is élénk színűek maradnak, de előfordul, hogy narancsszínűvé kifakulnak). Egyes példányokon a sávok elmosódva még a hátpáncélon is folytatódnak – ezek a legszebbek. Külső füle nincs; középső és belső fülét porcos lemez védi. Fejét, farkát és lábait teljesen be tudja húzni a páncéljába. A két nem eltérő mérete, valamint a karmok és a farok hossza alapján különböztethető meg: a hímek karmai jóval nagyobbak, és a farkuk is hosszabb és vastagabb. Kloakájuk a páncéltól távolabb nyílik. A hosszabb karmok segítenek megkapaszkodni a nőstény hátán, és az udvarlás közben  is mutogatja őket. A nőstények 30 cm-re, a hímek 25 cm-re nőhetnek meg, bár ismertek 40 cm-es óriások is. Átlagos hosszuk 12–20 cm. A nőstények testsúlya elérheti az 1,5 kg-ot. 18 cm-es mérettől kezdenek tojást rakni. A fiatal egyedek nemét nehéz meghatározni.

## Életmódja, élőhelye
Elsősorban a nyugodt vizeket kedveli; patakokban, kisebb folyókban, mocsarakban, tavakban él, ahol az aljzat iszapos, és dús növényzetű.  Természetes élőhelyén fogyatkozik: bár farmokon is tenyésztik, túl sok szabadon élő állatot fognak be exportra. Átlagos élettartama 30-40 év. Akár 75 éves koráig is elélhet.
Egyaránt fogyaszt növényi és állati eredetű táplálékot (rovarokat, férgeket, halivadékot, békákat és ebihalakat): minden egyednek megvan a maga ízlése. Ahogy nőnek, úgy nő étrendjükben a növényi táplálék részaránya. Kiválóan úszik, de a szárazon is nehéz meglepni. Veszély esetén azonnal a vízbe menekül.
Hideg vérű állat. 21 Celsius-fokos testhőmérséklet alatt emésztési folyamatai nem működnek megfelelően. Hűvösebb éghajlaton, mint például Magyarországon téli álmot alszik. Többnyire októberben rejtőzik el a tó fenekén, amikor a hőmérséklet 10 °C alá esik. Ilyenkor nem eszik, nem mozog, és ritkábban vesz levegőt. Néhány egyed a szárazföldön, üregekben vagy sziklák alatt pihen.  Enyhébb teleken néha aktívvá válnak, és feljönnek a felszínre, majd a hőmérséklet esésekor folytatják téli álmukat. A téli álomból márciusban vagy áprilisban ébrednek fel.

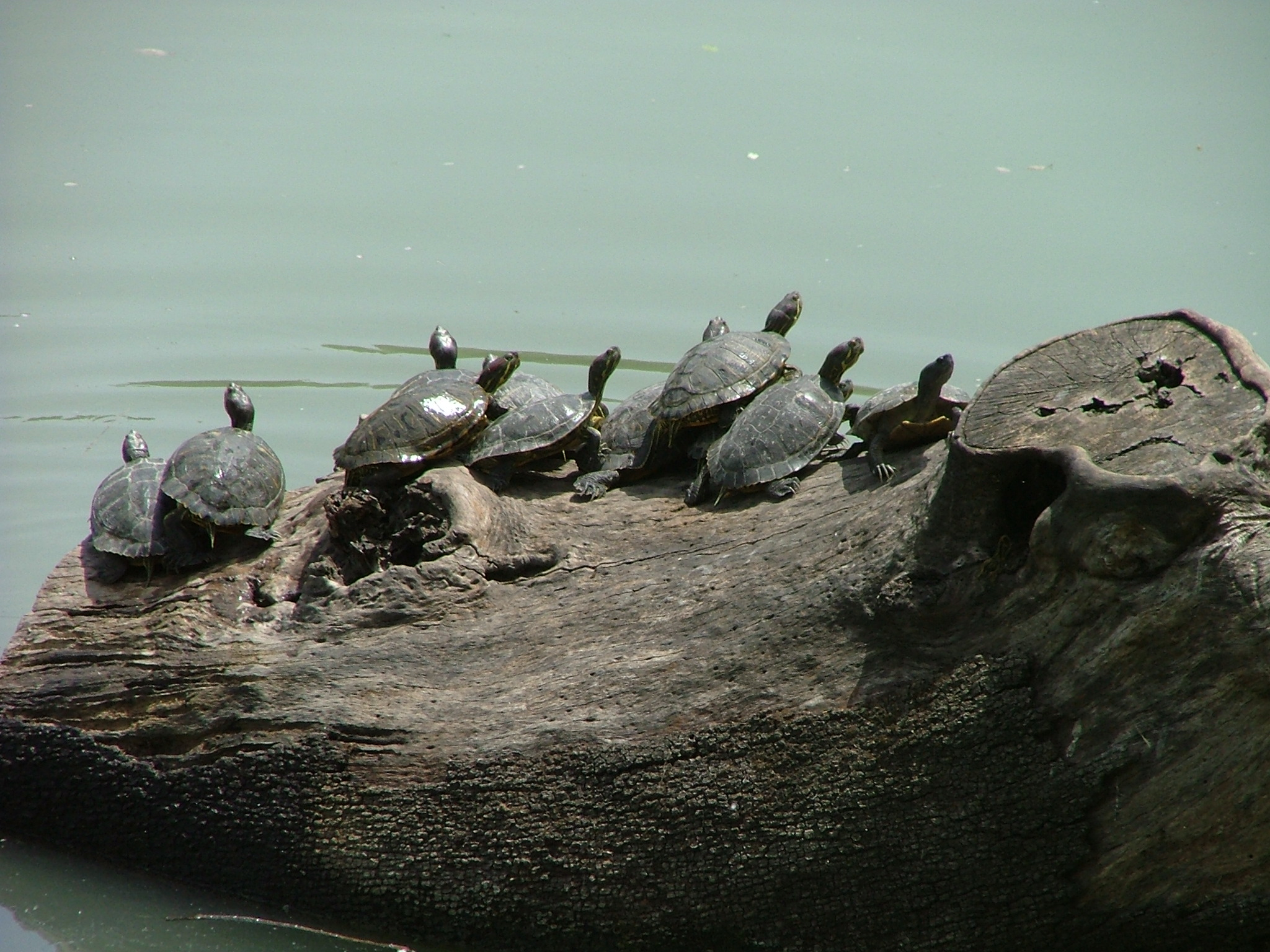
Sütkérező vörösfülű ékszerteknősök

A tó fenekén elvermelt teknősök hetekig kibírják levegő nélkül; ilyenkor glükolízisből nyernek energiát. A termelődött tejsavat a páncéljukba választják ki.  Anyagcseréjük lelassul, szívverésük gyakorisága az ötödére csökken. A szobában tartott vörösfülű ékszerteknősök nem alszanak téli álmot.
Tavasszal és nyáron órák hosszat sütkérezik a szárazföldön. Ekkor gyakran nagy létszámban gyűlik össze kis helyen. Ez azonban csak a sütkérezésre szorítkozik, mert mindegyikük a legjobb helyet próbálja megszerezni magának. Egyébként csak a párzáskor találkoznak. A zsúfoltság, vagy a nemek arányának kiegyenlítetlensége agresszívvá teszi. Fogságban két vagy három nőstényre kell jutnia egy hímnek.

## Szaporodása

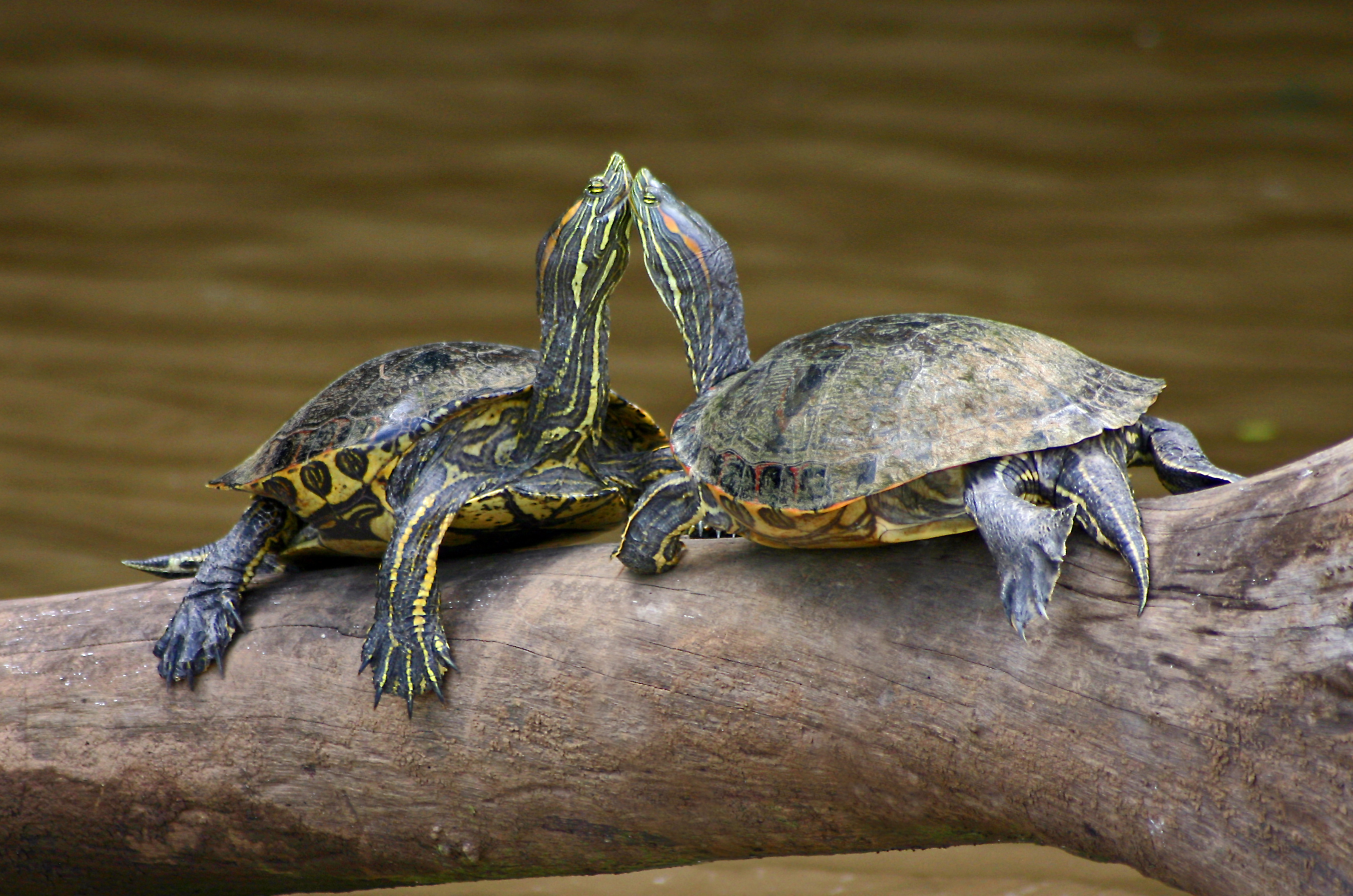
Küzdelem

A hím 2–5 éves korában válik ivaréretté; ilyenkor 9–12 cm hosszú. A nőstény később, 4–7 évesen; ilyenkor 15–19 cm-es. A jobb táplálkozás miatt fogságban hamarább ivaréretté válnak. A párzásra március-júniusban kerül sor. Szaporodás előtt a hímek gyakran rivalizálnak. Párzás előtt a hím és a nőstény „násztáncot” jár; ilyenkor szembeúsznak egymással. A hím körbeússza a nőstényt, és hosszú karmaival hadonászik előtte.  Ha a nőstény készen áll a párzásra, akkor az aljzatra süllyed, különben megtámadja a hímet. A hím karmaival kapaszkodik meg a nőstény hátán. Az udvarlás 45 percbe is telhet, de maga a párzás 10 perc alatt végbemegy. 
Alkalmanként a hímek hasonlóan megkörnyékeznek egy másik hímet. Ez a dominancia jele, és könnyen összekaphatnak. A fiatal, még nem ivarérett teknősök is elvégzik a násztáncot, de párzani nem képesek.
A nőstény a párzás után megváltoztathatja az evési szokásait, és további időt tölt azzal, hogy melegen tartsa a tojásokat.
A nőstény évente 5–6 alkalommal rakhat tojást – egy-egy alkalommal 2–19 darabot. Az egyes alkalmak között 12-36 nap telik el. A párzás és a tojásrakás között akár több hét is eltelhet. A következő adag tojás a tojásrakást követően termékenyül meg. A nőstény testében a sperma a következő szaporodási időszakot is megéli. A tojások kifejlődésének utolsó heteiben több időt tölt a szárazföldön, és alkalmas helyet keres a tojásrakáshoz. Az üreget a hátsó lábával ássa ki.
Ha az átlagos hőmérséklet 25 °C, akkor a tojások 112 nap alatt kelnek ki, 30 °C átlaghőmérsékleten ez az idő 69 napra rövidül. 
A tojásból éppen csak kikelt egyedek páncélja zöld, vékony vonalú, girbegurba, sárga-fekete mintázattal. Sárga alapú haspáncéljuk mintázata ilyenkor az ékszerberakásra emlékeztet. Gyorsan nőnek, tavaszra elérhetik a hat-hét centimétert. A későn kelt fiatalok a telet is a költőüregben töltik. Közvetlenül kelés előtt a teknősök a tojás felét teszik ki. A tojást tojásfoggal nyitják ki, amely fog a kikelés után kihullik, és többé nem nő vissza. Egy-két napig még a tojáshéjak között maradnak. Ha ennél korábban kell elhagyniuk a fészket, akkor mihelyt lehet, visszatérnek. A kisteknősök haspáncéljáról táphólyag lóg, ami néhány nap alatt felszívódik. Az utána maradt hasadék három hetes korra záródik be. Ekkortól mehetnek vízbe.
A tojás mozgatása, forgatása a kisteknős halálát okozhatja. Ugyanis, ha megfordítják a tojást, akkor a szikhólyag felülről lenyomja a kisteknőst, akinek levegő jut a testüregébe, amikor megpróbál kikászálódni alóla. Ez halálos. Emiatt a tojások tetejét meg kell jelölni, és figyelni kell, hogy ez mindig felül legyen, ha netán át kell költöztetni őket.
A vörösfülű ékszerteknős nemét a kritikus szakaszokban uralkodó hőmérséklet határozza meg. A 22–27 °C-os hőmérséklet hatására hímek, ennél magasabb hőmérsékleten nőstények lesznek.

## Tartása

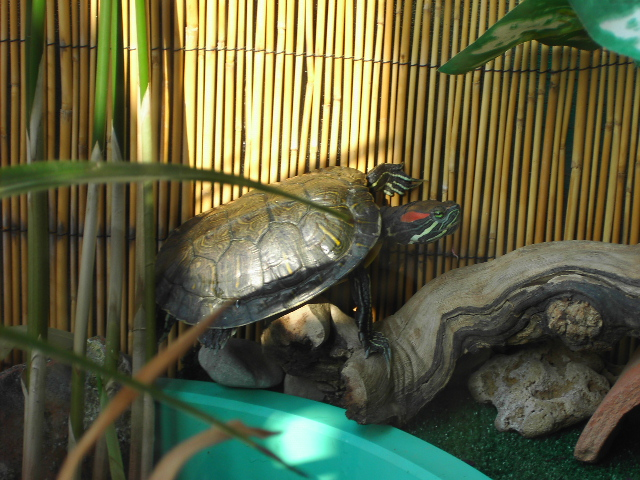
Férőhelye

Ahogy a többi teknős, a vörösfülű ékszerteknős is megél legalább 30 évet, ha az első két évét túlélte. Könnyen agresszívvá válhat, főként, ha ennivalóról van szó, különösen, ha élő állatot kap. Fogságban védeni kell a kisebb lakótársakat a sérülésektől. Az egy évesnél fiatalabb egyedek könnyen megfulladhatnak vagy megsérülhet a tüdejük a garnéla páncéljától.
Adhatunk neki zöldséget, gyümölcsöt, rovarokat, kisebb halakat, szárított halat, csirkemájat, marhaszívdarabokat és különböző csúszómászókat. Fejlődését különböző tápokkal és vitaminokkal elősegíthetjük, de a teknősök többnyire jobban szeretik a természetes eredetű ételeket.

### Férőhelye
A közhiedelemmel ellentétben nem mindegy, hol tartjuk teknősünket, ugyanis a helytelen tartás az állat halálához vezethet. Az ideális akvaterrárium két részből áll: egy olyanból, ahol a teknősök úszkálhatnak és egy olyanból, amelyben napozhatnak.
Az ideális akvaterrárium mérete:
- Hossza: a kifejlett teknős páncélhosszának ötszöröse.
- Széle: a kifejlett teknős páncélhosszának háromszorosa.

Ehhez jön még a napozórész, aminek elég nagynak kell lennie ahhoz, hogy a teknős kényelmesen elférjen rajta. Emellett figyelembe kell vennünk víz mélységét. Mivel a vörösfülű ékszerteknős kiválóan úszik, ezért akár mély vízbe is rakhatjuk. Az ideális vízmélység a példány páncélhosszának másfélszerese.

### Kockázatai és kereskedelme
A vörösfülű ékszerteknős a szalmonella tünetmentes hordozója.  Több forrás szerint voltak, akik a fajjal kereskedve fertőzödtek meg. Emiatt az Amerikai Egyesült Államok már 1975-ben korlátozta a kereskedelmét. Az FDA szerint nem lehet eladásra kínálni a teknős tojását, vagy 4 cm-nél rövidebb páncélú teknősöket. Ez a rendelkezés a közegészségügyi törvény alá tartozik, mert a teknős által terjesztett szalmonella már közegészségügyileg is jelentőssé vált. A rendelet megszegése esetén a teknősöket és a tojásokat el kell pusztítani.  Ha az elkövető erre nem hajlandó, akkor 1001 dolláros pénzbüntetéssel, vagy egyéves szabadságvesztéssel büntetendő. Sok bolt vagy bolhapiac azonban mégis árusíthat méreten aluli teknősöket tudományos, oktatási célra, vagy kiállítás céljából, amit az FDA is engedélyez.
Egyes államokban a szabályozás még szigorúbb. Floridában például tilos minden vad színezetű, vagy hibrid vörösfülű ékszerteknős kereskedelme és tartása, de például a pasztell és az albínó példányok kereskedelme és tartása megengedett, mivel ezek láthatóan tenyészetekből származnak. A szabályozás a vad népesség mellett a sárgafülű ékszerteknőst is védi.
A szalmonellafertőzés esélye csökkenthető az alapvető tisztasági rendszabályok betartásával. Már a kisgyerekek is megtanulhatják, hogy kezet mossanak, miután foglalkoztak a teknőssel, vagy csak belenyúltak az akvaterráriumba.

## A faj Magyarországon
A legelterjedtebb fogságban tartott teknősfaj Magyarországon. Már a Búvár zsebkönyvek 1976-ban kiadott Kígyók, békák című kötete könnyen nevelhető, import házi kedvencként említi. Szabadon engedett példányaiból életképes, az őshonos mocsári teknőst (Emys orbicularis) apránként kiszorító populáció alakult ki.
Magyarországon eddig egyszer sem volt példa szaporodására, bár fészküket itthon is megépítik. Azokon a területeken, ahol a vörösfülű ékszerteknős betelepült, a mocsári teknősök testtömege kisebb.
A vörösfülű ékszerteknős behozatalát az Európai Közösség országaiba a 605/2006/EK rendelet tiltja, mert „a Közösség természeti viszonyai közé történő bevitele ökológiai fenyegetést jelent a Közösség őshonos vadon élő állat- és növényfajaira”.
Egy kisebb állománya a Debreceni Állatkertben is megtalálható.

## A kultúrában
A Tales of the Teenage Mutant Ninja Turtles (Tini nindzsa teknőcök) a szerzők nyilatkozata szerint ehhez a fajhoz tartoznak. A képregényhősök népszerűsége a faj elterjedéséhez vezetett Nagy-Britanniában.

## Képek
|  |  |  |

## Fordítás
- Ez a szócikk részben vagy egészben  a   Rotwangen-Schmuckschildkröte című német Wikipédia-szócikk fordításán alapul.  Az eredeti cikk szerkesztőit annak laptörténete sorolja fel. Ez a jelzés csupán a megfogalmazás eredetét és a szerzői jogokat jelzi, nem szolgál a cikkben szereplő információk forrásmegjelöléseként.